# سوبريا بيلجنكار
سوبريا بيلجنكار هي منتجة أفلام ومخرجة وممثلة هندية، ولدت في 17 أغسطس 1967 بمومباي في الهند.

## وصلات خارجية
- سوبريا بيلجنكار على موقع IMDb (الإنجليزية)
- سوبريا بيلجنكار على موقع قاعدة بيانات الفيلم (الإنجليزية)
- سوبريا بيلجنكار على موقع كينوبويسك (الروسية)